# 寺子屋

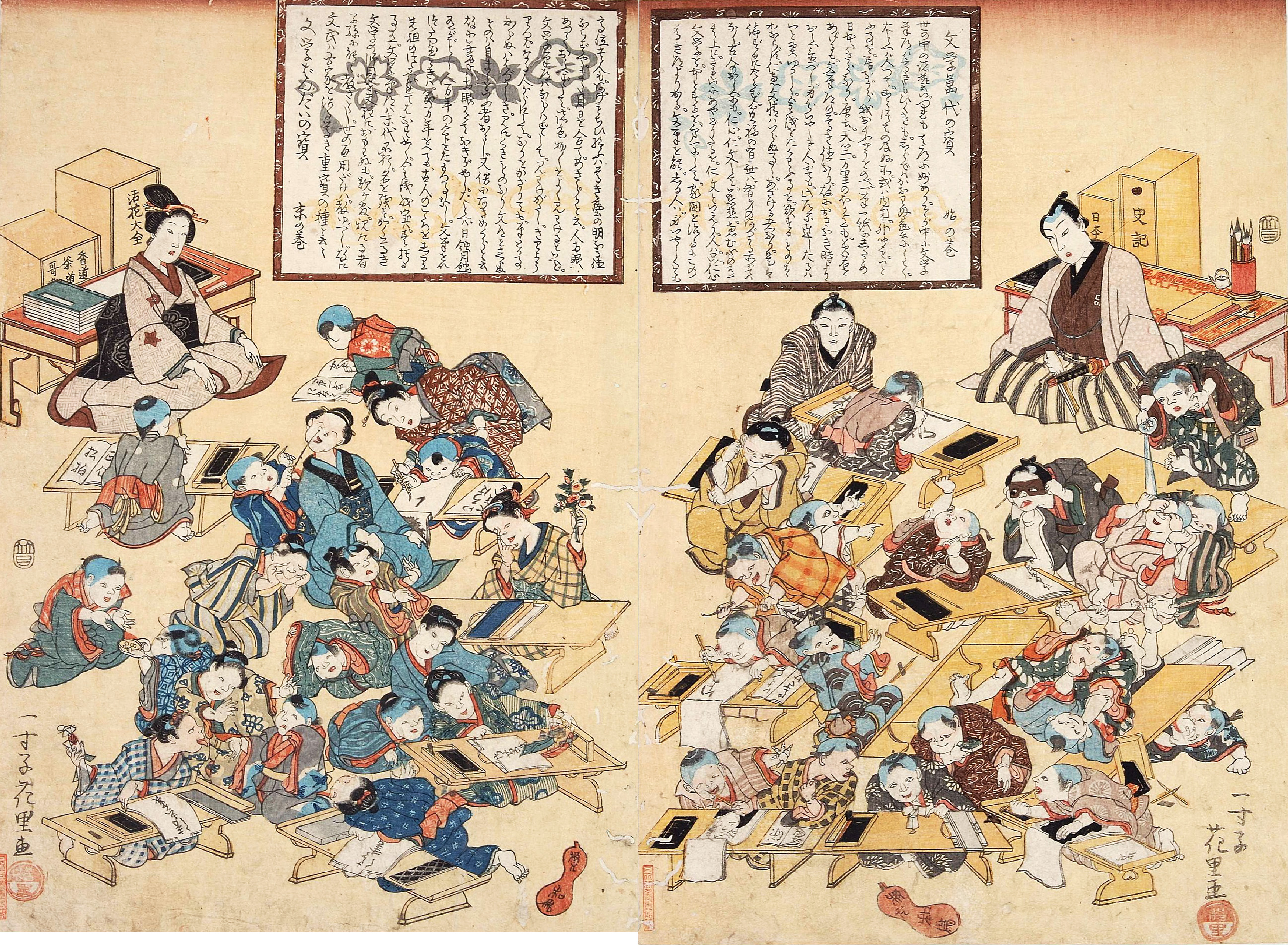
寺子屋の筆子と女性教師
一寸子花里「文学ばんだいの宝」

寺子屋（てらこや）とは、江戸時代の上方において、寺院で手習師匠が町人の子弟に読み書き・計算等を教えた学問施設。

## 概要
「寺子屋」の名称は上方で用いられ、江戸における町人の子弟の学問施設は「筆学所」「幼童筆学所」と呼ばれた。屋号は学問の場の名称として適切ではない、と考えられていたからである。なお、現代では「寺小屋」と表記することもある。

## 沿革
寺子屋の起源は、中世の寺院での学問指南に遡ると言われる。その後、江戸時代に入り、商工業の発展や社会に浸透していた文書主義などにより、実務的な学問の指南の需要が一層高まり、江戸時代中期（18世紀）以降に益々増加し、幕府御用銅山経営、西江邸内には江戸中期創建の手習い場が現存している。特に江戸時代後期の天保年間（1830年代）前後に著しく増加した。1883年に文部省が実施した、教育史の全国調査を編集した『日本教育史資料』（1890-1892年刊 二十三巻）による開業数の統計では、寺子屋は19世紀に入る頃からさらに増加し、幕末の安政から慶応にかけての14年間には年間300を越える寺子屋が開業している｡同資料によると全国に16560軒の寺子屋があったといい、江戸だけでも大寺子屋が400-500軒、小規模なものも含めれば1000-1300軒ぐらい存在していた｡また経営形態も職業的経営に移行する傾向を見せた。幕末に内外の緊張が高まると、浪人の再就職（仕官）が増えた事により、町人出身の師匠の比率が増え、国学の初歩である古典を教える寺子屋も増えるなど、時代状況に応じて寺子屋も少しずつ変化を遂げて行った。
1872年に学制が敷かれると、明治政府は校舎建設や教員養成の追いつかない初期の小学校整備にあたって、既存の教育施設である寺子屋を活用した。地方政府は寺子屋の調査を行い、師匠の旧身分などを記した調査書を作成し、適当な者を小学校の教師として採用した。学制では小学校の教員資格は「小学教員ハ男女ヲ論セス年齢20歳以上ニシテ師範学校免許状或ハ中学免許状ヲ得シモノ」と定めていたが、仮教員として採用されたのち、教員講習所で講習を受ければ正規の教員となることができた。また大規模な寺子屋はそのまま初期の小学校として使用された。

## 寺子屋の詳しい方内容

### 課程
寺子屋はまったくの私的教育施設であり、一定した就学年齢は存在しない。これは現代で言う無学年制のフリースクールと同様である。筆子は下はおよそ9-11歳から通い始め13～18歳になるまで学ぶなど、幅広い年代層の者がいた。
寺子屋は年齢による一斉入学・一斉進級ではなく、入学時期や進級時期について一般的な決まりはなかったが、地域や学校によって異なっていた。寺子屋への入学は家の慶事とされており、気候の良い春先の入学が多かった。進級も基本的に個人の能力に合わせて進級する仕組みだった。
卒業時期や修学期間も特に定まっていなかった。1校当たりの生徒数は、10-100人と様々であった。

### 教員
明治初期、東京府が小学校整備のため実施した寺子屋の調査書に、寺子屋の教師（師匠）726名分の旧身分が記録されている。多いのは平民（町人）で、雑業、農民、商人などの江戸の町人で、次に多いのが士族である。女性の師匠も86名が記載されており、麹町の土肥丈谷や黒川惟草の門下の者が見られる。一方で地方によっては士族の教師が最も多い地方や、平民に次ぎ僧侶の教師が多い地方も存在していた。
例えば、備後国深津郡の川口・多治米地域を例にとると、幕末期には合計7ヶ所(ただし、そのすべてが同時に存在したわけではない)の寺子屋が存在し、師匠の内訳は、庄屋1人、村役人2人、医者1人、僧侶2人、その他1人であった。
地方修学者の多くが各地の寺子屋教師となった足利学校のように、寺子屋の教師を養成する学校すらあった。男女共学の寺子屋が多数であったが、男子限定や女子限定の寺子屋も少なくなかった。
また今日の塾と違い、当時の寺子屋の師匠は、往々にして一生の師である例も多かった。寺子屋の生徒を「筆子」といい、師匠が死んだ時には、筆子が費用を出し合って師匠の墓を建てる事が珍しくなかったという。そのような墓を筆子塚といい、房総半島だけでも3350基以上の筆子塚が確認されている。

## 教育内容
寺子屋にて指南された学問は「いろは」は方角・十二支などからはじまり、「読み書き算盤」と呼ばれる基礎的な読み方・習字・算数の習得に始まり、さらに地理・人名・書簡の作成法など、実生活に必要とされる要素の学問が指南された。教材には『庭訓往来』『商売往来』『百姓往来』など往復書簡の書式をまとめた往来物のほか、漢字を学ぶ『千字文』、人名が列挙された『名頭』『苗字尽』、地名・地理を学ぶ『国尽』『町村尽』、『四書五経』『六諭衍義』などの儒学書、『国史略』『十八史略』などの歴史書、『唐詩選』『百人一首』『徒然草』などの古典が用いられた。中でも往復書簡を集めた形式の書籍である往来物は特に頻用され、様々な書簡を作成する事の多かった江戸時代の民衆にとっては実生活に即した教科書であり、「往来物」は教科書の代名詞ともなった。また、手習師匠が自身で教材を作る場合もあった。
1711年には幕府から寺子屋の手習師匠に九ヶ条のふれを出して寺子屋を統制しようとした。

## 教育水準
江戸期に寺子屋による学問の指南が一般町人の間に定着しており、江戸時代ないし明治初期における日本の都市部の識字率は世界的にも高い水準にあった。ヨーロッパでは当時、伝統的な家庭教育が一般的で組織化された教育システムなどは未成熟だった。イングランドでは1831年の時点で男66%、女50%、さらに未就学児童を含めた全人口の3割が読書人口、つまり自分の姓名の筆記以上の複雑な文書を理解していたことになる。
識字率、就学率は必ずしも均一ではなく、確実な名簿の残る近江国神崎郡北庄村（現・滋賀県東近江市宮荘町）にあった寺子屋の例では、入門者と人口の比率から、幕末期に村民の91%が寺子屋に入門したと推定され、1877年に同県で実施された調査では「6歳以上で自己の姓名を記し得る者」の比率は「男子89%、女子39%」である。一方で鹿児島県や青森県では格段に識字率が低い水準にあった。

## ユネスコ世界寺子屋運動
寺子屋を世界中に普及させる運動が、公益社団法人日本ユネスコ協会連盟により主催されている。世界識字教育運動の1つであるユネスコ世界寺子屋運動（World Terakoya Movement）である。
様々な理由により教育を受けるチャンスの無かった成人や子どもたちに教育のチャンスを提供することを目的としている。1990年の国際識字年を契機に始まった。寄付のほか、書き損じ葉書を換金したものなどを資金とし、途上国でコミュニティ・ラーニング・センター(寺子屋)を設立し初等教育を施している。